# Anthonie Duyck
Anthonie Duyck of Anthonis Duyck ('s-Gravenhage, circa 1560 - ?, 1629) was raadpensionaris van Holland van 1621 tot zijn dood in 1629.
Duyck werd geboren in 's-Gravenhage en studeerde rechten aan de Universiteit Leiden. In 1589 werd hij openbare aanklager bij de Raad van State. De volgende stap was naar de Staten-Generaal, het centrale constitutionele lichaam van de Republiek der Zeven Verenigde Nederlanden. Als hoofd van de Raad van State vergezelde hij Maurits van Nassau, de latere prins van Oranje, tijdens zijn militaire campagnes tussen 1591 en 1602. Hij schreef zeer lange reportages over deze militaire campagnes voor zijn superieuren in 's-Gravenhage. In 1602 werd Duyck archivaris bij het Hof van Holland. Duyck moest zijns ondanks samen met François van Aerssen optreden als een van de aanklagers in het speciaal samengestelde hof van rechters dat verantwoordelijk was voor het proces tegen Johan van Oldenbarnevelt. Dit hof sprak de doodstraf uit in 1619.
Duyck werd raadpensionaris van Holland in 1621. Zijn taken waren bescheiden vergeleken met die van Johan van Oldenbarnevelt. Van Oldenbarnevelt was een belangrijk politiek leider geweest, terwijl Duyck meer een ambtelijke figuur werd, omdat de machtsstrijd tussen Holland en de Republiek der verenigde Nederlanden was  gewonnen door prins Maurits, en het centrum van de macht was verschoven van de Staten van Holland naar de Staten-Generaal,  zowel politiek als militair.

## Journaal van Maurits' krijgsverrichtingen
Duyck hield een dagboek bij over de veldtochten van Maurits van Nassau. Dit werd met aantekeningen als Journaal van Maurits' krijgsverrichtingen van 1591-1602 uitgegeven door Lodewijk Mulder in 3 delen, 's-Gravenhage en Arnhem, 1862-'66.